# Hunsonby and Winskill
Hunsonby and Winskill var en civil parish 1866–1934 när det uppgick i Hunsonby, i grevskapet Cumbria i England. Civil parish var belägen 8 km från Penrith och hade 300 invånare år 1931. Det inkluderade Hunsonby och Winskill.